# Piave
Pour les articles homonymes, voir Piave (homonymie).
Le Piave est un fleuve qui coule en Vénétie, dans le Nord-Est de l'Italie. Il prend sa source à 2 037 m d'altitude, dans la vallée de Sappada, sur les pentes du mont Peralba (2 639 m) dans les Alpes orientales.
Son cours de 231 km est orienté vers le sud-ouest dans sa partie montagneuse, puis en direction du sud-est dans la plaine vénète. Il débouche dans la mer Adriatique au nord-est de Venise. Son bassin hydrographique couvre une superficie de 4 126 km2. Son module est de 135 m3/s à l'embouchure.

## Géographie
Le fleuve Piave naît dans les Alpes orientales et plus précisément dans les Alpes carniques, sur les pentes méridionales du Monte Peralba, dans la commune de Sappada, province d'Udine, au Frioul-Vénétie Julienne, à une altitude de 2 037 m.
Long de 231 km, c’est le cinquième fleuve d’Italie pour sa longueur, à l'exclusion des rivières. Il débouche dans la mer Adriatique, au nord-est de Venise, près du port de Cortellazzo entre Eraclea et Jesolo. Sur la gauche, l’embouchure est appelée Laguna del Mort, enclave d’eau de mer peu profonde délimitée par le bras mort du fleuve. 
Pour la plupart, le fleuve est contenu dans la région de Vénétie, bien qu'il naisse au Frioul. Son bassin touche les provinces d'Udine, Pordenone, Trente et Bolzano. Il traverse le Comelico (ensemble de communes), le Cadore (zone de montagne des Dolomites) et la Valbelluna (po Val Belluno, autre zone des Dolomites) dans la province de Belluno et la plaine vénète dans les provinces de Trévise et de Venise, touchant les villes de Valdobbiadene, Nervesa della Battaglia, Colfosco, Ponte della Priula, Ponte di Piave, San Donà di Piave, Eraclea et Jesolo.
Déjà, peu de kilomètres après la source, le Piave produit un débit notable dû à l’afflux de nombreux torrents, limité récemment par la construction de bassins hydroélectriques artificiels et de canalisations pour l’agriculture.

## Les affluents
- À droite: Ansiei, Padola, Boite, Cordevole, Maè, Ardo di Belluno, Sonna, Caorame
- À gauche: Terche, Ardo della Sinistra Piave, Soligo

Le plus important de tous est le Cordevole, avec un bassin hydrographique de 866,77 km2.

## Les lacs
Le long du cours du fleuve et de ses principaux affluents se trouvent de nombreuses digues qui forment des lacs artificiels, utilisés pour la force hydroélectrique :
- le long du Cordevole et du Mis : lac d'Alleghe, lac du Ghirlo (à Cencenighe Agordino), lac du Mis
- le long de l'Ansiei : lac de Misurina, lac de Santa Caterina (à Auronzo di Cadore)
- le long du Piave : lac du Comelico, lac de Centro Cadore
- le long du Boite : lac de Vodo di Cadore, lac de Valle di Cadore
- le long du Maè : lac de Pontesei,
- sur le Tesa (déviation du Piave) : lac de Santa Croce

À Busche un barrage prélève les eaux qui sont utilisées pour alimenter les centrales de Quero et Pederobba, et pour les besoins d’irrigation.

## Hydronymie
Originellement le mot Piave était du genre féminin. Il l'est resté dans l'usage dialectal de la Vénétie (la Piau). L'usage prédominant en italien comme en français est masculin depuis la fin de la Première Guerre mondiale. Cet usage s'est répandu grâce à l'énorme popularité de la chanson patriotique La leggenda del Piave, écrite en juillet 1918, où le genre est masculin. Le fleuve y est personnifié comme s'il combattait aux côtés de l'armée italienne : 
Il Piave mormorava calmo e placido al passaggio

dei primi fanti il ventiquattro maggio

[…]

il Piave mormorò: 'non passa lo straniero'.

## Histoire
Au XVIe siècle, le cours ancien du Piave a été dévié par un canal artificiel (Taglio del Re), vers l’est à la hauteur de Caposile, fraction de Musile di Piave, sur décision des ingénieurs hydrauliciens de la Sérénissime, pour éviter l’apport important de sédiments et l’ensablement de la lagune. Ce bras mort permit au Sile, à partir du XVIIe siècle, de se jeter dans l'Adriatique, par l'ancienne embouchure du Piave (dit aussi Piave Vecchia) qui sépare les communes de Jesolo et Cavallino-Treporti.
Jusqu’au 5 octobre 1935, la « Laguna del Mort », n’était autre que le dernier tronçon de fleuve et son embouchure. À l’époque le Piave courait perpendiculairement à la ligne de côte jusqu’à quelques centaines de mètres de la mer Adriatique. Juste à proximité de la localité de Cortellazzo, le fleuve faisait un angle droit à gauche et courait sur environ 3 km, et se jetait dans la mer.
Ce jour, au maximum d’une crue, le Piave rompit la digue droite juste dans la courbe vers le nord-est et se jeta immédiatement dans la mer, abandonnant son ancien lit et obstruant, par l’apport de sable et de boue, son embouchure et le fleuve même. Cette dernière partie du Piave, privée d’apport en eau douce, sera colmatée par la seule action des marées.
Avec le temps, le bras mort de l’embouchure du Piave s’est lentement enterré, devenant l’habitat naturel de centaines d’oiseaux marins et lagunaires
Le fleuve Piave a été le cadre de la Bataille du Piave (1809), Bataille du Piave (1917), Bataille du Piave de 1918, de ce fait il est considéré comme sacré pour la patrie, en vertu des événements historiques qui s’y sont déroulés pendant la Première Guerre mondiale.
La partie méridionale du cours du Piave devient une ligne stratégique importante en novembre 1917 à la suite de la défaite italienne de Caporetto.
Après le passage sur la rive droite du reste de l’armée italienne et la destruction des ponts, le fleuve devient la ligne de défense contre les Autrichiens et Allemands qui, malgré diverses tentatives, ne réussiront pas à traverser le fleuve. La difficulté pour traverser était due aussi à la période d’inondation du fleuve en raison de fortes pluies. La ligne résista jusqu’en octobre 1918 quand, à la suite de la bataille de Vittorio Veneto, les adversaires furent repoussés et contraints à l'armistice.
La victoire des Italiens signa la fin de l'armée austro-hongroise, et indirectement celle de l'empire des Habsbourg.

## Catastrophe de Longarone
Le 9 octobre 1963, le lac artificiel du Vajont (affluent du Piave) déclenche une vague catastrophique de 35 millions de mètres cubes de terre et 200 mètres de haut. Elle envahit la vallée du Piave et détruit les villages aux alentours faisant 2 168 morts.

## Problèmes environnementaux
Le grand développement hydrique et l’abandon partiel du lit naturel du fleuve, fait du Piave un des cours d’eau les plus artificiels d’Europe. À partir de la seconde moitié des années 1990 a commencé à émerger, par conséquent, une question environnementale liée au Piave, qui a porté à la demande, adressée en particulier à l’'ENEL, d’assurer le débit minimum vital du fleuve. Le « cas Piave » a été soulevé et posé, entre autres, par l’administration de la Province de Belluno et par le “Centro Internazionale Civiltà dell'Acqua” de Mogliano Veneto, en particulier son cofondateur, l’écrivain et journaliste Renzo Franzin. Selon ce que rapporte le journal local Corriere delle Alpi, en 2007 à Belluno avec le support des actions “Marie Curie” de la Commission européenne, se tiendra un séminaire de recherche sur le thème de l'exploitation du fleuve Piave et de l’utilisation de l’eau.